# Порта Осман
Порта Осман (на гръцки: Πόρτα Όσμὰν) е високопланински проход в планината Грамос, Костурско, Егейска Македония, Северна Гърция.

## Описание
Проходът е разположен в западната част на Грамос, близо до границата с Албания, между гранична пирамида № 69 от север (2017 m) и връх, висок 2017 m на юг. През него минава пътят от Фуша (Фусия) за Албания, който след като мине през прохода слиза на юг в долината на Баруга и се слива с пътя от Грамоща (Грамос) и продължава на запад в прохода Казан.
В 1969 година е прекръстен на Диаваси Тагматарху Порти (Διάβασις Ταγματάρχου Πόρτη).